# Cape Coast Castle
Cape Coast Castle è uno dei circa trenta "castelli degli schiavi" o grandi fortezze commerciali, costruite sulla Costa d'Oro dell'Africa occidentale (oggi Ghana) dai commercianti europei.

## Storia
Fu originariamente costruito dagli svedesi per il commercio di legname e oro ma poi utilizzato nella tratta atlantica degli schiavi africani. Insieme ad altre fortezze simili, esso fu utilizzato per ospitare gli schiavi prima di essere caricati sulle navi e venduti nelle Americhe, in particolare nei Caraibi. Questa "porta del non ritorno" era l'ultima tappa prima di attraversare l'Oceano Atlantico.

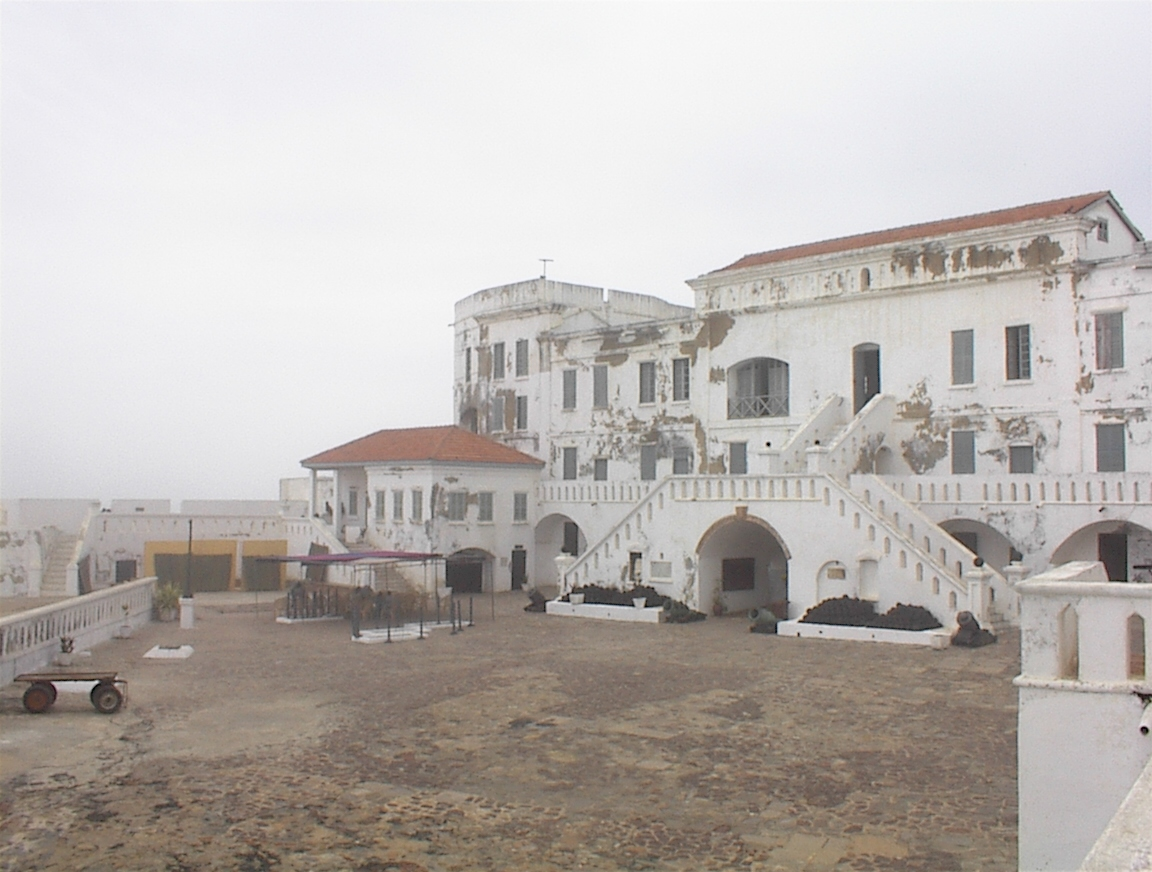
Cape Coast Castle, come ricostruito dagli inglesi nel XVIII secolo